# Do Wah Diddy Diddy
Do Wah Diddy Diddy è un brano musicale composto da Jeff Barry ed Ellie Greenwich e originariamente inciso nel 1963, con il titolo Do-Wah-Diddy, dal gruppo vocale statunitense The Exciters. La canzone divenne famosa a livello internazionale nella versione del gruppo musicale britannico Manfred Mann, pubblicata su singolo nel 1964 e arrivata al numero 1 in classifica sia in Gran Bretagna sia negli Stati Uniti.